# Julija Neszjarenka
Julija Wiktarauna Neszjarenka (belarussisch Юлія Віктараўна Несцярэнка, engl. Transkription Yulia Nestsiarenka, auch russisch Юлия Нестеренко / Julia Nesterenko, geborene Barzewitsch; * 15. Juni 1979 in Brest) ist eine belarussische Sprinterin und Olympiasiegerin.
Neszjarenka wurde erstmals einer breiteren Öffentlichkeit bekannt, als sie im 100-Meter-Lauf bei den Europameisterschaften 2002 in München mit 11,44 s als Fünfte im Halbfinale ausschied.
Im Jahr darauf errang sie bei den Weltmeisterschaften 2003 in Paris/Saint-Denis mit der belarussischen 4-mal-100-Meter-Staffel den siebten Platz. Ihre persönliche Jahresbestleistung lag 2003 bei 11,45 s. Nach hartem Training im Herbst 2003 erlebte Njeszjarenka eine wahre Leistungsexplosion.
Die Leistungssteigerung deutete sich bereits im März 2004 bei den Hallenweltmeisterschaften in Budapest an, als sie über 60 Meter hinter Gail Devers (USA) und Kim Gevaert (BEL) in 7,12 s die Bronzemedaille gewann. Neszjarenka war zum Finale mit Fieber angetreten.
Bei ihren wenigen Starts im Olympiajahr verbesserte Neszjarenka ihre Leistung kontinuierlich. Bei einem Sportfest in Rethymno stellte sie am 23. Juni 2004 mit 11,02 s einen belarussischer Rekord über 100 Meter auf. Das Golden-League-Meeting in Rom am 2. Juli 2004 gewann sie in 11,13 s.
Bei den Olympischen Spielen 2004 in Athen konnte Nesterenko sich weiter verbessern. Im Vorlauf über 100 Meter lief sie bereits 10,94 s, im Halbfinale erreichte sie 10,92 s. Damit kam sie mit der siebtbesten persönlichen Bestleistung in das olympische Finale am 21. August 2004. Dort erwischte sie zunächst einen schwachen Start, kam aber immer besser in Tritt und siegte am Ende in 10,93 s vor der US-Amerikanerin Lauryn Williams. Bei den Weltmeisterschaften 2005 in Helsinki siegte schließlich Lauryn Williams, und Neszjarenka wurde im Finale nur Achte. Eine Bronzemedaille gewann sie allerdings mit der belarussischen 4-mal-100-Meter-Staffel.
Julija Neszjarenka ist mit dem belarussischen 400-Meter-Läufer Dsmitry Neszjarenka verheiratet. Sie hat bei einer Größe von 1,73 m ein Wettkampfgewicht von 61 kg.